# (5882) 1992 WW5
(5882) 1992 WW5 là một tiểu hành tinh vành đai chính. Nó được phát hiện bởi Nobuhiro Kawasato ở Uenohara Observatory ngày 18 tháng 11 năm 1992.